# Diplospinus multistriatus
Diplospinus multistriatus är en fiskart som beskrevs av Maul, 1948. Diplospinus multistriatus ingår i släktet Diplospinus och familjen havsgäddefiskar. Inga underarter finns listade i Catalogue of Life.